# Alice Chelangat
Pour les articles homonymes, voir Chelangat.
Alice Chelangat Nyerechi, née le 27 décembre 1976 à Kericho, est une athlète kényane.

## Carrière
Alice Chelangat remporte le marathon de Milan en 2001. Elle est onzième du marathon féminin aux Jeux olympiques d'été de 2004, remporte le marathon de Florence 2005. Elle est médaillée d'argent de cross long par équipes aux Championnats du monde de cross-country 2006 et termine huitième du marathon de Boston 2007.